# Magyar Tanító
Csehszlovákiai magyar érdekvédelmi, pedagógiai és módszertani lap volt. A Szlovenszkói Általános Magyar Tanítóegyesület hivatalos lapja, amely kéthetente jelent meg 1921–1937 között Komáromban.
A lap rendszeresen tájékoztatott a tanítóságot érintő hivatalos intézkedésekről, az első években a nosztrifikációs vizsgákról, a tantervekről és tankönyvekről. Nagy számban jelentek meg benne módszertani írások is. Népszerűsítette az 1926-ban elhatározott pozsonyi Magyar Tanítók Háza megépítését, melynek 1934-ben volt az alapkőletétele és 1935-ben a felavatása.
1939-1941 között kiadását Felvidéki Magyar Tanító néven újították fel.
Szerkesztői voltak Jezo Márton, Banai Tóth Pál, Boross Béla és Gosztonyi Nándor.